# 951 Gaspra
A 951 Gaspra a főöv belső széléhez közeli keringő S típusú kisbolygók köréhez tartozó kisbolygó. Az első olyan kisbolygó volt, amelyet űrszonda megközelített: 1991. október 29-én a Galileo, útban a Jupiter felé, 16 000 km távolságban elhaladt mellette.